# Alemanská Wikipedie
Alemanská Wikipedie je jazyková verze Wikipedie v alemanštině. Původně byla spuštěna 13. listopadu 2003 v alsaštině. Z důvodu nízkého počtu přispěvatelů byla o rok později rozšířena o všechny alemanské dialekty. Alemanská wikipedie je tedy psána mnoha různými dialekty alemanštiny, jakými jsou např. švábština, alsaština či různé dialekty švýcarské němčiny.
V lednu 2022 obsahovala přes 28 000 článků a pracovalo pro ni 10 správců. Registrováno bylo přes 88 000 uživatelů, z nichž bylo asi 98 aktivních. V počtu článků byla 112. největší Wikipedie.